# Vatikanska kriketaška reprezentacija
Vatikanska kriketaška reprezentacija je amaterski kriket klub koji je osnovao Vatikan za Katoličku crkvu s ciljem poticanja veza tamo gdje je šport popularan, poput Britanskog Commonwealtha, uključujući Indiju i Karibe, te time poticanja međuvjerskog dijaloga.

## Povijest
Vatikanski kriket tim osnovan je u lipnju 2014. godine, a početni sastav sastojao se od "svećenika, đakona i bogoslova", prvenstveno regrutiranih iz Indije, a odabrani su i neki igrači iz Engleske, Šri Lanke i Pakistana. Tim sponzorira dikasterij za kulturu i obrazovanje, a podržavaju ga i članovi Papinskih viteških redova.